# Richard Melander
Johan Magnus Richard Melander, född 12 september 1857 i Karlskrona, död 11 februari 1922 i Lidingö, var en svensk militär och författare. Han var kusin till Emil Melander.

## Biografi
Föräldrar var kommendörkaptenen Johan Ludvig Melander och Carolina Wieslander. Melander blev student 1877 och underlöjtnant 1878 vid Norra skånska infanteriregementet, där han 1907 avancerade till major, från 1913 i reserven. Han medföljde 1895–1896 korvetten "HMS Frejas" expedition till Sydamerika och vistades 1905 med militärstipendium i Storbritannien. Åren 1897–1907 var han sekreterare och redaktör i Allmänna försvarsföreningen och i Föreningen för befrämjande af Norrlands fasta försvar. Han var sedan 1913 sekreterare i Föreningen Sveriges flotta och sedan 1918 redaktör för dess tidskrift "Vår flotta". 
Melander bidrog flitigt till tidningar, tidskrifter och kalendrar. I bokform publicerade han först några berättelsesamlingar och tillsammans med Svante Natt och Dag, en skildring av "HMS Vanadis" världsomsegling, Jorden rundt under svensk örlogsflagg (1887). 
Senare utgav han en rad ungdomsböcker, som även översattes till andra språk. Han översatte själv även en rad böcker från engelska. Melander är begravd på Norra begravningsplatsen utanför Stockholm.

### Skönlitteratur
- I kollett och spens : några minnen från Karlberg, ömsom glada, ömsom sorglustiga. Stockholm: Bonnier. 1881. Libris 19959925. http://hdl.handle.net/2077/50670
- En handfull vildblommor. Stockholm: Lamm. 1885. Libris 20066850. http://hdl.handle.net/2077/51782
- I läger och bivack : karakterer och grupperingar ur svenskt soldatlif. Stockholm: Bille. 1887. Libris 21892071. http://hdl.handle.net/2077/54347
- I frack och vadmal : silhuetter och skuggbilder. Stockholm: Bonnier. 1888. Libris 21964104. http://hdl.handle.net/2077/54480
- "Hårdt bidevind" : en berättelse för pojkar / [med illustrationer af J. Hägg och G. Stoopendaal]. P. A. Norstedt & söners ungdomsböcker ; 1. Stockholm: Norstedt. 1890. Libris 1624819
- Skonerten Sjöfogeln och andra skizzer. Stockholm: Fritze. 1890. Libris 2064359. http://hdl.handle.net/2077/51817
- Smugglarne : berättelse från västkusten. P. A. Norstedt & Söners Ungdomsböcker ; 4. Stockholm: Norstedt. 1891. Libris 1627153
- I Sitting Bulls land : skildring från gränslifvet i amerikanska västern / [illustrationer av Frederic Remington]. P. A. Norstedt & Söners Ungdomsböcker ; 11. Stockholm: P. A. Norstedt & S:r. 1892. Libris 1627159
  -  Nybyggarne vid Missouri (2. omarb. uppl. av I Sitting Bulls land). Stockholm: Ljus. 1913. Libris 1637250
- Styrbjörns äntring : berättelse från 1808. P. A. Norstedt & Söners ungdomsböcker ; 17. Stockholm: Norstedt. 1893. Libris 1627164
- Briggen "Två bröder" : berättelse från indiska oceanen. Stockholm: P. A. Norstedt & S :r. 1895. Libris 1624818
- Sjöluft : berättelser. Stockholm: Norstedt. 1897. Libris pzdt1l78ml0m74hb. http://hdl.handle.net/2077/58660
- Kaparen : berättelse från striderna om Västindien. Stockholm. 1904. Libris 2908174
- Nybygget och andra berättelser för pojkar. P. A. Norstedt & söners ungdomsböcker, 99-1861059-X ; 86. Stockholm: Norstedt. 1904. Libris 1719554
- Havets vägar : en samling sjöberättelser. Stockholm: Fritze. 1912. Libris 1637249
- Under södra korset : berättelse från Indiska oceanen. Stockholm: Fritze. 1912. Libris 1637251
- Bengt Runes äventyr : en berättelse. Stockholm: Norstedt. 1914. Libris 1637248

### Varia
- Jorden rundt under svensk örlogsflagg : ögonblicksbilder från fregatten Vanadis' verldsomsegling 1883-1885 / samlade af S. Natt och Dag och i brefform återgifna af Richard Melander ; illustrationerna, delvis efter fotografier, utförda af Ottilia Adelborg. [Bibliotek för resebeskrifningar] ; [14]. Stockholm: Bonnier. 1887. Libris 548366. http://urn.kb.se/resolve?urn=urn:nbn:se:umu:eod-47
- Öfver verldshafven under tretungad flagg : Episoder från fregatten Eugenies verldsomsegling 1851-1853. Efter en deltagares [A. Fries anteckningar berättade af R- M-]. Bibliotek för resebeskrifningar ; 16. Stockholm: Alb. Bonnier. 1889. Libris 1624823. https://runeberg.org/verldshaf/
- På långtur : friluftsbilder från korvetten Frejas expedition till Västindien vintern 1895-1896. Stockholm: Norstedt. 1896. Libris 1644966
- Ett försvarsföredrag. Stockholm. 1914. Libris 3058177 - Anonym.
- Några Ord i försvarsfrågan. Stockholm: Norstedts. 1914. Libris 1637994 - Anonym.

### Översättningar
- Cole, Alan (1917). Briggen "Sylfid". Fritzes Scoutbibliotek ; 12. Stockholm: C. E. Fritzes bokf.-a.-b. Libris 1658350
- Favenc, Ernest (1918). Ödemarkens hemlighet : äventyr under en upptäcktsfärd i Australien. Fritzes Scoutbibliotek ; 14. Stockholm: C. E. Fritzes bokf.-a.-b. Libris 1658352. https://runeberg.org/odemarke/
- Finnemore, John (1918). I fejd med halvmånen : En scouts äventyr under första Balkankriget. Fritzes Scoutbibliotek ; 13. Stockholm: C. E. Fritzes bokf.-a.-b. Libris 1658351
- Hales, A. G (1913). Bland farmare och kaffrer : Äfventyr i Sydafrika. Fritzes Scoutbibliotek ; 4. Stockholm: Fritze. Libris 1639230
- Harding, Claud (1914). Slavskeppet : en berättelse från Kongofloden. Fritzes Scoutbibliotek ; 5. Stockholm: Fritze. Libris 1639231
- Kipling, Rudyard (1917). Sjökrig. Stockholm: Hjalmar Lundberg & Gösta Olzon. Libris 1654287
- Kipling, Rudyard (1916). U-båtsbragder. Stockholm: Hjalmar Lundberg & Gösta Olzon. Libris 1654288
- Lie, Bernt (1902). Petter Napoleon : en pojkhistoria. P. A. Norstedt & Söners Ungdomsböcker ; 71. Stockholm: Norstedt. Libris 1728930
- Macdonald, Alexander (1917). Pärlfiskarna : berättelse från Söderhavet. Fritzes Scoutbibliotek ; 11. Stockholm: Fritze. Libris 1658349
- MacGill, Patrick (1918). I khaki : skildring från skyttegravarna i Flandern. Stockholm: Fritze. Libris 1655679
- Strang, Herbert (1913). Palmön : två pojkars äventyr i Söderhavet. Fritzes Scoutbibliotek ; 3. Stockholm: Fritze. Libris 1639229
- Strang, Herbert (1915). Rob Somers äventyr : en berättelse från striderna om Kanada. Fritzes Scoutbibliotek ; 8. Stockholm: Fritze. Libris 1639234
- Strang, Herbert (1915). Vita män och svarta : äventyr i Ostafrika. Fritzes Scoutbibliotek ; 7. Stockholm: Fritze. Libris 1639233
- Wood, Eric (1916). Äventyr till lands och sjöss : berättade för pojkar. Fritzes Scoutbibliotek, 99-3189946-8 ; 9. Stockholm: Fritze. Libris 1658347